# Nur Allya
Nur Allya war ein Massengutfrachter, der zuletzt unter indonesischer Flagge fuhr und am 20. August 2019 sank.

## Geschichte

### Bau und Indienststellung
Das Schiff wurde unter der Baunummer 1226 bei Tsuneishi Zosen für die Lepta Shipping Company gebaut. Es war ein Schiff des Typs TESS 52, von dem eine größere Anzahl gebaut wurde. Die Kiellegung erfolgte am 21. Dezember 2001 und am 13. Februar 2002 lief es unter dem Namen Lepta Galaxy vom Stapel. Am 14. Juni 2002 wurde es an den Auftraggeber abgeliefert. Im August 2011 wurde das Schiff an PT Gurita Lintas Samudra verkauft und in Nur Allya umbenannt.

### Untergang
Im August 2019 hatte die Nur Allya in der Weda-Bucht auf der Insel Halmahera Nickelerz beladen und befand sich am Dienstag, den 20. August 2019, auf dem Weg nach Sulawesi Tenggara, als der Funkkontakt abriss. Zu diesem Zeitpunkt befand sich der Frachter südlich der Insel Obira. Erst am Sonntag, den 25. August wurde er als vermisst gemeldet und am 31. August wurde ein Teil eines Rettungsbootes der Nur Allya an die Küste der Insel Obira gespült. Am 2. Oktober wurde gemeldet, dass man das Wrack mittel aktivem Sonar etwa 30 km südlich der Insel Obira geortet hatte. Bei dem Unglück verloren alle 25 Besatzungsmitglieder ihr Leben.
Man vermutet, dass die Nur Allya aufgrund von Ladungsverflüssigung gesunken ist. Hierbei wird durch die hohe Masse, die auf der Ladung lastet, und die Bewegung des Schiffs das in der Ladung enthaltene Wasser herausgepresst. Aus dem festen Schüttgut entsteht nun ein zäher Brei, der durch weitere Schiffsbewegung zu unkontrollierbarem Aufschaukeln und schließlich zum Kentern des Schiffes führt. Durch Krängung kann es auch zur Umlagerung des Schüttguts kommen, die zu Schlagseite bis hin zum Untergang führt.
Nach Angabe der International Association of Dry Cargo Shipowners (INTERCARGO) gab es zwischen 2009 und 2018 48 ähnliche Vorfälle. Hierbei starben 188 Seeleute und 48 Massengutfrachter mit einer Tragfähigkeit von über 10.000 tdw sanken. Hierunter befanden sich sechs indonesische Frachter, die Nickelerz geladen hatten. Besonders alarmierend sei, dass die Gefahr der Ladungsverflüssigung schon lange bekannt ist und davor schon oft gewarnt wurde und trotz allem nicht genügend Vorkehrungen getroffen würden, um dies zu verhindern. So kann zum Beispiel durch Messung des Wassergehalts im Schüttgut das Gefahrenpotential bestimmt und die Beladung des Schiffs darauf abgestimmt werden.

## Technische Daten
Das Schiff wurde von einem Zweitakt-Sechszylinder-Dieselmotor des Typs MAN B&W 6S50MC mit 7800 kW Leistung angetrieben. Der von Mitsui Engineering & Shipbuilding in Lizenz gebaute Motor wirkte auf einen Festpropeller. Das Schiff erreichte eine Geschwindigkeit von rund 15 kn. Für die Stromerzeugung standen drei Dieselgeneratoren mit jeweils 430 kW Leistung zur Verfügung.
Das Schiff verfügte über fünf Laderäume. Die Laderäume waren mit Faltlukendeckeln verschlossen. Die Kapazität der Räume betrug 65.601 m³ für Stückgüter und 67.756 m³ für Schüttgüter. Zwischen den Luken befand sich jeweils ein Kran mit einer Kapazität von jeweils 30 t.